# Лащ-Таяба
Лащ-Таяба́ (рос. Лащ-Таяба, чув. Лаш Таяпа) — село у складі Яльчицького району Чувашії, Росія. Адміністративний центр Лащ-Таябинського сільського поселення.
Населення — 845 осіб (2010; 1015 у 2002).
Національний склад:
- чуваші — 100 %